# Gritzer Riegel
Der Gritzer Riegel, auch Mullitzkopf, ist ein 2736 m ü. A. hoher Berg in der Lasörlinggruppe im Osttirol.

## Lage
Der Gritzer Riegel liegt an der Gemeindegrenze zwischen Virgen im Norden und St. Veit in Defereggen im Süden. Der Berggipfel befindet sich im Ostbereich der Lasörlinggruppe, benachbarte Gipfel sind der Wohl im Westen und der Speikboden im Osten, zwischen dem Wohl und dem Gritzer Riegel befindet sich zudem der unbedeutende Gosingkopf. Vom Wohl ist der Gritzer Riegel durch das Mullitztörl (2680 m ü. A.), vom Speikboden durch das Bockschartl (2596 m ü. A.) und den Speikbodensattel (2570 m ü. A.) getrennt, wobei zwischen Bockschartl und Speikbodensattel eine unbenannte Erhebung (2630 m ü. A.) liegt. Der lange Nordgrat des Gritzer Riegels fällt ins Tal des Steinkasbach ab, wobei sich östlich des Grats der Steinkassee und westlich ein unbenannter Bergsee befindet. An der Südflanke des Gritzer Riegels entspringt der Gritzer Almbach.

## Namensherkunft
Der Name des Gritzer Riegel leitet sich von der südlich gelegenen Fraktion Gritzen ab, deren Namen wiederum von der Schwaige (Urhof) Griezn ableitet. Das Wort Griezn bzw. Gritzen leitet sich vom slawischen Wort gorica (kleiner Berg, Bühel) ab, wobei sich der Name in zahlreichen weiteren Flurnamen der Umgebung (Gritzerklammbach, Gritzer Almbach, Gritzer Alm, Gritzer Bockshorn und Gritzer Hörndle) wiederfindet. Sein Alternativname Mullitzkogel leitet sich vom nördlich gelegenen Mullitzbach ab. Der Name dürfte sich wie der gleichnamige Fluss in Ainet vom slawischen Wort für „feiner Sand“, Flusssand, Letten oder angeschwemmter Schlamm (slowenisch: mulj) ableiten.

## Aufstiegsmöglichkeiten
Der Normalweg auf den selten begangenen Gritzer Riegel führt weglos über den Ostkamm. Vom Speikbodensattel, den man von Süden aus dem Dorf St. Veit oder von Norden von der Lasörlinghütte oder der Zupalseehütte erreicht, führt der Weg über den Blockkamm zum 2630 Meter hohen Punkt und weiter ins Bockschart. Danach wird der Ostkamm über die Kammschulter (2730 m ü. A.) und eine seichte Senke zum Gipfel begangen. Die Tour weist die Schwierigkeit I auf. Neben der Begehung des Ostkamms kann der Gritzer Riegel auch über den Westkamm vom Mullitztörl erstiegen werden (I).